# ペッテリ・ヌメリン
ペッテリ・ヌメリン（英語: Petteri Nummelin, 本名：ティモ・ペッテリ・ヌメリン (フィンランド語: Timo Petteri Nummelin、1972年11月25日-）は、フィンランド共和国南西スオミ県トゥルク出身の元プロアイスホッケー選手、アイスホッケー指導者。ポジションはディフェンス。

## 来歴
1989年に故郷のトゥルクにあるTPSのA-ユースチームに入団する。
1990年にプロとしてトゥルクのキエッコ-67と契約。 4月にスウェーデンで開催された第23回U-18アイスホッケー選手権のフィンランド代表に選出された。
1991年12月から1992年1月にドイツで開催されたの第16回U-18アイスホッケー選手権のフィンランド代表に選出された。
1995年の4月から5月にスウェーデンで開催された第59回アイスホッケー世界選手権のフィンランド代表に選出された。
1995年にスウェーデンのエリテセリエンのヴェストラ・フロルンダに移籍。
1996年の4月から5月にオーストリアで開催された第60回アイスホッケー世界選手権のフィンランド代表に選出された。
8月から9月に開催された第1回ワールドカップ・オブ・ホッケーのフィンランド代表に選出された。
1997年の4月から5月に母国フィンランドで開催された第61回アイスホッケー世界選手権のフィンランド代表に選出された。
1997年はスイスのHCダボスでプレーした。
1998年の5月にスイスで開催された第62回アイスホッケー世界選手権のフィンランド代表に選出された。
1999年の5月にノルウェーで開催された第63回アイスホッケー世界選手権のフィンランド代表に選出された。
2000年の4月から5月にロシアで開催された第64回アイスホッケー世界選手権のフィンランド代表に選出された。
2000年に当時27歳でNHLドラフト全体133位でコロンバス・ブルージャケッツに指名された。 それにより2000-2001年シーズンのNHLに出場する。シーズン終了後にHCルガーノに移籍する。
2001年の4月から5月にドイツで開催された第65回アイスホッケー世界選手権のフィンランド代表に選出された。
2001-2002年シーズンはルガーノの優勝に貢献すると共にMVPなども獲得した。
2002年の4月から5月にスウェーデンで開催された第66回アイスホッケー世界選手権のフィンランド代表に選出された。
2003年の4月から5月に母国フィンランドで開催された第67回アイスホッケー世界選手権のフィンランド代表に選出された。
2004年の4月から5月にチェコで開催された第68回アイスホッケー世界選手権のフィンランド代表に選出された。
2005年の4月から5月にオーストリアで開催された第69回アイスホッケー世界選手権のフィンランド代表に選出された。
NHLのミネソタ・ワイルドと複数年契約で移籍する。
2006年2月にイタリアのトリノで開催されたトリノオリンピックの男子アイスホッケーフィンランド代表に選出された。
2006年の5月にラトビアで開催された第70回アイスホッケー世界選手権のフィンランド代表に選出された。
2007年の4月から5月にロシアで開催された第71回アイスホッケー世界選手権のフィンランド代表に選出された。
2008-2009年シーズンにワイルズとの契約満了を待たずにHCルガーノと再度契約した。
2009年の4月から5月にスイスで開催された第73回アイスホッケー世界選手権のフィンランド代表に選出された。
2010年の5月にドイツで開催された第74回アイスホッケー世界選手権のフィンランド代表に選出された。
2012年秋には、TPSにレンタル移籍し8試合出場した。
2013年3月は当初NLA568試合出場（624得点）の記録達成と共に引退を企図したが、ルッコ・ラウマにて現役続行を決めた。
2014年には出身地のクラブであるTPSと契約、副将、主将としてプレーした。
2017年にアジアリーグアイスホッケーのH.C.栃木日光アイスバックスに移籍した。プレーオフ進出に貢献する。オフに契約満了により退団。移籍先を探したがTPSのジュニアBチームのコーチに就任した。

## 詳細情報

### 背番号
- 33（2000年 - 2002年、2006年 - 2008年）

### 代表歴
- 1990年ヨーロッパU-18アイスホッケー選手権フィンランド代表
- 1992年世界U-18アイスホッケー選手権フィンランド代表
- 1995年アイスホッケー世界選手権フィンランド代表
- 1996年アイスホッケー世界選手権フィンランド代表
- 1996 ワールドカップ・オブ・ホッケー フィンランド代表
- 1997年アイスホッケー世界選手権フィンランド代表
- 1998年アイスホッケー世界選手権フィンランド代表
- 1999年アイスホッケー世界選手権フィンランド代表
- 2000年アイスホッケー世界選手権フィンランド代表
- 2001年アイスホッケー世界選手権フィンランド代表
- 2002年アイスホッケー世界選手権フィンランド代表
- 2003年アイスホッケー世界選手権フィンランド代表
- 2004年アイスホッケー世界選手権フィンランド代表
- 2005年アイスホッケー世界選手権フィンランド代表
- 2006年オリンピック男子アイスホッケーフィンランド代表
- 2006年アイスホッケー世界選手権フィンランド代表
- 2007年アイスホッケー世界選手権フィンランド代表
- 2009年アイスホッケー世界選手権フィンランド代表
- 2010年アイスホッケー世界選手権フィンランド代表